# USS Knight (DD-633)
USS Knight (DD-633/DMS-40) là một tàu khu trục lớp Gleaves được Hải quân Hoa Kỳ chế tạo trong Chiến tranh Thế giới thứ hai. Nó đã tham gia suốt Thế Chiến II, cải biến thành một tàu quét mìn cao tốc với ký hiệu lườn DMS-40, sống sót qua cuộc xung đột, ngừng hoạt động năm 1947 và bị đánh chìm như một mục tiêu năm 1967. Nó là chiếc tàu chiến duy nhất của Hải quân Hoa Kỳ được đặt theo tên Đô đốc Austin M. Knight (1854-1927), người tham gia cuộc Chiến tranh Tây Ban Nha-Hoa Kỳ và Chiến tranh Thế giới thứ nhất.

## Thiết kế và chế tạo
Knight được chế tạo tại Xưởng hải quân Boston. Nó được đặt lườn vào ngày 18 tháng 3 năm 1941; được hạ thủy vào ngày 27 tháng 9 năm 1941, và được đỡ đầu bởi cô Elizabeth H. Royal, cháu nội đô đốc Knight. Con tàu được cho nhập biên chế cùng Hải quân Hoa Kỳ vào ngày 23 tháng 6 năm 1942 dưới quyền chỉ huy của Thiếu tá Hải quân Richard B. Levin.

## Lịch sử hoạt động
Sau khi hoàn tất việc chạy thử máy ngoài khơi vùng biển New England, Knight đi đến Norfolk, Virginia vào ngày 6 tháng 10 năm 1942 để chuẩn bị tham gia Chiến dịch Torch, cuộc đổ bộ lực lượng Đồng Minh lên Bắc Phi. Nó rời vịnh Chesapeake vào ngày 23 tháng 10, gia nhập lực lượng đặc nhiệm của nó vào ngày 27 tháng 10, và đi đến ngoài khơi Safi, Maroc vào ngày 8 tháng 11. Sau khi phục vụ như là tàu kiểm soát đổ bộ trong quá trình tấn công, nó tuần tra chống tàu ngầm cho đến khi lên đường vào ngày 13 tháng 11 để quay trở về Hoa Kỳ, về đến Norfolk vào ngày 24 tháng 11.
Từ ngày 12 tháng 12 đến ngày 28 tháng 4 năm 1943, Knight hộ tống ba đoàn tàu vận tải đi lại giữa New York và các cảng Casablanca và Fedhala tại Morocco. Đi đến Norfolk vào ngày 29 tháng 5, nó khởi hành vào ngày 8 tháng 6 cùng một đoàn tàu vận tải đi sang khu vực Địa Trung Hải, đi đến Oran, Algérie vào ngày 22 tháng 6 để chuẩn bị cho Chiến dịch Husky, cuộc đổ bộ của lực lượng Đồng Minh lên Sicily thuộc Ý. Lên đường vào ngày 5 tháng 7 cùng Lực lượng Đặc nhiệm 86 dưới quyền Chuẩn đô đốc Alan G. Kirk, nó đi đến ngoài khơi Scoglitti vào sáng sớm ngày 9 tháng 7. Làm nhiệm vụ hỗ trợ hỏa lực cho Lực lượng Trung tâm đổ bộ vào ngày 10 tháng 7, nó đã vô hiệu hóa các khẩu đội pháo đối phương và bảo vệ cho các tàu vận chuyển khỏi các cuộc tấn công của tàu ngầm và máy bay đối phương. Nó bắn rơi một máy bay chiến đấu đối phương vào ngày 11 tháng 7 trước khi lên đường vào ngày 13 tháng 7, về đến Oran vào ngày 16 tháng 7.
Knight tiếp tục thực hiện những chuyến hộ tống và tuần tra dọc theo bờ biển Algeria và Tunisia, rồi quay trở lại Sicily vào ngày 31 tháng 7 bắn pháo hỗ trợ cho Tập đoàn quân 7 dưới quyền tướng George Patton. Nó hoạt động ngoài khơi Palermo cho đến ngày 22 tháng 8, giúp đánh trả nhiều cuộc ném bom ban đêm của quân Đức cũng như bắn phá các mục tiêu dọc theo bờ biển phía Bắc cho đến mũi d'Orlando. Đang khi thực hiện chuyến hộ tống đến Malta vào ngày 11 tháng 8, nó cứu vớt hai thủy thủ của Brant bị rơi xuống biển, khi chiếc tàu sửa chữa không đưa ra tín hiệu nhận dạng phù hợp nên bị bắn trúng và hư hại do hỏa lực bắn nhầm của tàu bạn. Sau khi hộ tống các đoàn tàu đi lại giữa Palermo và Bizerte, Tunisia, nó quay trở lại Sicily vào ngày 7 tháng 9, chuẩn bị cho Chiến dịch Avalanche, cuộc đổ bộ của lực lượng Đồng Minh lên lục địa Ý.
Hoạt động như là soái hạm của Đội đặc nhiệm 80.4, Knight tiếp cận đảo Ventotene ngoài khơi Gaeta, Ý vào ngày 8 tháng 9, và hỗ trợ cho việc bắt giữ binh lính Đức và Ý vào ngày này. Đi đến vịnh Salerno vào ngày 10 tháng 9 cùng 87 tù binh Đức trên tàu, nó chống trả các cuộc không kích của đối phương vào các ngày 10 và 11 tháng 9 vốn đã gây hư hại chiếc tàu tuần dương hạng nhẹ Savannah. Chiếc tàu khu trục sau đó hỗ trợ cho việc chiếm Capri vào ngày 13 tháng 9. Trong hai tuần lễ tiếp theo, nó hoạt động dọc theo bờ biển Ý truy tìm tàu ngầm và tàu vận tải tiếp liệu đối phương, cũng như bảo vệ các tàu vận tải trong vịnh Salerno khỏi các cuộc không kích rải rác. Vào ngày 27 tháng 9, nó đón Chuẩn đô đốc Richard L. Conolly lên tàu để đi Tunisia, đi đến Bizerte vào ngày 28 tháng 9. Đi dọc theo bờ biển Bắc Phi, nó rời Oran vào ngày 30 tháng 9 để quay trở về Hoa Kỳ, về đến New York vào ngày 9 tháng 10.
Từ ngày 21 tháng 10 năm 1943 đến ngày 1 tháng 5 năm 1944, Knight thực hiện năm chuyến hộ tống vận tải vượt Đại Tây Dương từ New York đến các cảng Anh Quốc. Vào ngày 17 tháng 5, nó lại lên đường từ Norfolk để đi sang khu vực Địa Trung Hải, đi đến Oran vào ngày 28 tháng 5. Trong gần mười tuần lễ tiếp theo, nó hoạt động giữa Bắc Phi và Ý cùng Gibraltar trong nhiệm vụ tuần tra chống tàu ngầm và hộ tống. Quay trở về New York từ Oran vào ngày 22 tháng 8, nó tiếp nối hoạt động hộ tống vận tải đi sang quần đảo Anh vào ngày 20 tháng 9; và sau hai chuyến khứ hồi sang Anh, nó lại chuyển sang hộ tống các đoàn tàu đi Địa Trung Hải, thực hiện ba chuyến đi từ Norfolk đến Oran từ ngày đến ngày 28 tháng 12 đến ngày 2 tháng 6 năm 1945.
Từ ngày 3 tháng 6 đến ngày 24 tháng 7, Knight được cải biến thành một tàu quét mìn cao tốc tại Xưởng hải quân Philadelphia, và được xếp lại lớp với ký hiệu lườn mới DMS-40 vào ngày 23 tháng 6. Nó đi đến Norfolk vào ngày 25 tháng 7, được huấn luyện quét mìn khẩn trương trước khi lên đường vào ngày 12 tháng 8 để hướng sang Mặt trận Thái Bình Dương. Đi ngang qua San Diego và Trân Châu Cảng, nó đi đến Okinawa vào ngày 28 tháng 9, được phân về Hải đội Quét mìn 21, và rời Okinawa vào ngày 16 tháng 10 để hướng sang Hoàng Hải, nơi nó hoạt động quét mìn từ ngày 19 tháng 10 đến ngày 16 tháng 11.
Knight tiếp tục hoạt động giữa Okinawa và các đảo chính quốc Nhật Bản cho đến ngày 24 tháng 2 năm 1946, khi nó khởi hành từ Kobe để quay trở về Hoa Kỳ, về đến San Francisco vào ngày 5 tháng 4. Nó lên đường đi Bremerton, Washington từ ngày 27 đến ngày 30 tháng 11, và được cho xuất biên chế tại đây vào ngày 19 tháng 3 năm 1947. Neo đậu cùng Hạm đội Dự bị Thái Bình Dương tại Stockton, California, nó được xếp lớp trở lại ký hiệu lườn DD-633 vào ngày 15 tháng 7 năm 1955. Tên nó được cho rút khỏi danh sách Đăng bạ Hải quân vào ngày 1 tháng 12 năm 1966, và nó bị đánh chìm như một mục tiêu ngoài khơi San Diego, California vào ngày 27 tháng 10 năm 1967.

## Phần thưởng
Knight được tặng thưởng bốn Ngôi sao Chiến trận do thành tích phục vụ trong Thế Chiến II.